# Thomas Wyss
Thomas Wyss (29 agosto 1966) è un allenatore di calcio ed ex calciatore svizzero, di ruolo centrocampista.

## Palmarès

### Giocatore

#### Competizioni nazionali
- Campionato svizzero: 1

Grasshoppers: 1989-1990
- Coppa Svizzera: 1

Grasshoppers: 1989-1990
- Supercoppa di Svizzera: 1

Grasshoppers: 1989